# Gonkar Gyatso
Gonkar Gyatso (tibétain : གོང་དཀར་རྒྱ་མཚོ, Wylie : gong dkar rgya mtsho), né en 1961 à Lhassa au Tibet est un artiste britannique d'origine tibétaine.

## Biographie
Né en 1961 à Lhassa au Tibet, Gonkar Gyatso est le fils d'un militaire de l'Armée populaire de libération. Il grandit durant la Révolution culturelle, marquée par une censure de l’art ne répondant pas aux politiques strictes de cette époque qui marqua 10 ans de l'histoire de la Chine.
Vers l’âge de 20 ans, Gonkar Gyatso étudie la peinture au pinceau traditionnelle chinoise à Pékin  et y obtient une licence d'art (Bachelor of Fine Arts). Au début des années 1990, Gonkar Gyatso se rend ensuite à Dharamsala en Inde pour apprendre les techniques de thangka traditionnel de la peinture tibétaine, marquant un tournant dans sa pratique alors qu’il commence à aborder les thèmes de l’identité et du changement culturel.
En 1984, il rentre au Tibet et y fonde la première association d'artistes d'avant-garde tibétains, à Lhassa, appelée Sweet Tea House.
Gonkar Gyatso s’est installé à Londres en 1996, devient citoyen britannique et étudie à la Chelsea College of Art and Design, où il obtient sa maîtrise en beaux-arts. Il fonde la Sweet Tea House à Londres, une galerie d'art contemporain spécialisée en art tibétain, qu'il a dirigée de 2003 à 2010. Gonkar Gyatso reçoit une bourse Leverhulme en 2003 et devient artiste en résidence au Pitt Rivers Museum d'Oxford.
En février-juin 2014, il est avec Tenzing Rigdol l'un des deux artistes contemporains tibétains de l'exposition New Beginnings au Metropolitan Museum of Art à New York. Son œuvre Dissected Buddha (2011) est une des premières d'un artiste tibétain contemporain acquise par le Metropolitan Museum of Art à New York.
Les œuvres de Gonkar Gyatso ont aussi été exposé au musée des Beaux-Arts de Boston aux États-Unis, au musée des beaux-arts de Tel Aviv enIsraël, à la City Gallery Wellington (en) en Nouvelle-Zélande, à l' Institute of Modern Art (en) à Brisbane en Australie, au Rubin Museum of Art à New York aux États-Unis, au musée d'Art national de Chine à Pékin en Chine, à la Galerie d'art moderne de Glasgow en Écosse, au Courtauld Institute of Art à Londres au Royaume-Uni, à la Burger Collection en Suisse, au Wereldmuseum Rotterdam au Pays-Bas et à la Galerie d'art du Queensland et la Queensland Gallery of Modern Art à Brisbane en Australie. Gonkar Gyatso a participé à la 53e Biennale de Venise, à la 6e Triennale Asie-Pacifique à Brisbane et à la 17e Biennale de Sydney.

### AutoportraitsMy Identity

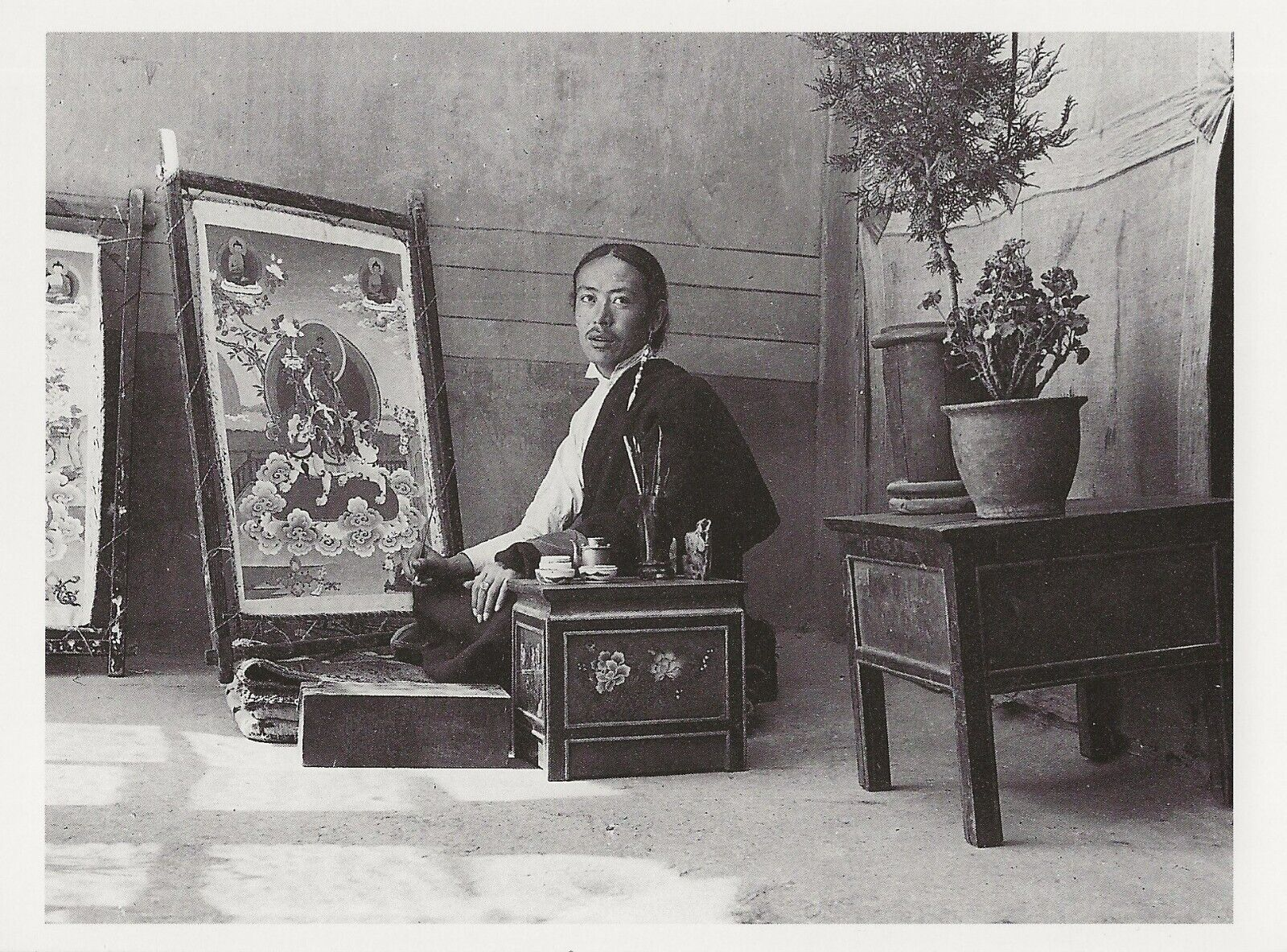
Tsering Dondup à Lhassa par Charles Suydam Cutting, 1937.

Gonkar Gyatso réalise une série photographique de quatre autoportrait, une œuvre intitulée My Identity, sous un angle à la fois personnel et politique. Ses portraits peuvent être interprétés comme une indication que malgré les changements traversés par l'artiste du XXe et XXIe siècles, sa culture tibétaine est une constante, par-delà les frontières nationales et le temps.
Dans ses portraits, Gonkar Gyatso pose en regardant le spectateur, comme Tsering Dondup, le peintre principal du 13e dalaï-lama, photographié en 1937 par Charles Suydam Cutting, un des premiers Occidentaux à entrer à Lhassa.
Les représentations du chevalet de Gonkar Gyatso évoluent avec ses déménagements allant d'une figuration du Bouddha Shakyamuni à celle de Mao Zedong, en passant par celle du palais du Potala où le dalaï-lama est représenté comme le soleil levant et qu'une stèle de pierre du IXe siècle occupe le premier plan, portant un message de paix entre le Tibet et la Chine sur un mandala New Age. Sur la quatrième photo, « Tibet » est tatoué sur le biceps de Gonkar Gyatso en tibétain.
L'œuvre peut-être interprété comme un message politique sur le sort des Tibétains confrontés à de fréquents déplacements. Elle évoque aussi la crise mondiale actuelle des réfugiés. Ces photos agissent comme des « certificats de présence » barthésiens qui interrogent sur l'identité qui à le pouvoir de contrôler de formes d’iconisation.
En 2015, lors de Transcending Tibet: Mapping Contemporary Tibetan Art in the Global Context, une exposition à New York organisée par la Trace Foundation à Chelsea, Gonkar Gyatso a exposé une cinquième image de la série. Le fond représente le XXIe siècle illustré par de nombreux éléments hétéroclites tibétains, chinois, indiens et occidentaux d'un monde globalisé fabriqués en Chine : de faux meubles tibétains, des accessoires religieux en plastique et des publicités de magazines sur les murs. L’ artiste est représenté comme un artisan devenu célèbre et empatté, portant des écouteurs de smartphone, une chemise griffée, un nœud papillon, un anneau doré au pouce, un chapelet doré autour du poignet et une peau de léopard autour de la taille,  évoquant richesse et bien-être. Sur la toile tendue est représenté le visage de la femme politique birmane Aung San Suu Kyi, lauréate du prix Nobel de la paix en 1991 « pour sa lutte non violente pour la démocratie et les droits de l’homme ».  Cependant, déjà dans Reclining Buddha de Gyatso exposé à la Biennale de Venise en 2009, Aung San Suu Kyi se demande en légende ironique si « La non-violence ne serait pas démodée ? ».